# Franz Sauer (Organist)
Franz Sauer (* 11. März 1894 in Bielitz (Oberschlesien) im heutigen Polen; † 28. Oktober 1962 in Salzburg) war ein österreichischer Organist und Musikpädagoge. Er war mehr als vier Jahrzehnte lang als Erster Domorganist am Salzburger Dom tätig.

## Leben und berufliche Karriere
Im Frühjahr 1894 in der Bielitz-Bialaer Sprachinsel in Österreichisch Schlesien als Sohn des Gutsbesitzers Josef Sauer und dessen Ehefrau Maria (geb. Schwope) geboren, erhielt Sauer schon sehr früh bei seinem Vater eine erste musikalische Ausbildung. 
Bereits im Kleinkindalter spielte er Violine und Klavier und im Alter von zehn Jahren die Orgel. Nach der Schulzeit besuchte er das Lehrerseminar in Ziegenhals (Głuchołazy/PL). Anschließend studierte er am Königlichen Musik-Institut in Berlin bei Bernhard Irrgang und bei Joseph Renner jun. an der Kirchenmusikschule in Regensburg.
Seine erste Anstellung hatte Sauer als Chordirektor und Organist in Heinrichsau bei Breslau (heute: Strumianki, Woiwodschaft Lebus, Polen). 1914 bewarb er sich um die Stelle des ersten Domorganisten in Salzburg. Noch während seiner dortigen einjährigen Probezeit begann er im Jahr 1915, am Mozarteum zu unterrichten. Am 1. Januar 1916 wurde er offiziell Salzburger Domorganist. Dieses Amt übte er fast 46 Jahre lang bis zu seinem Tod im Jahr 1962 aus. 

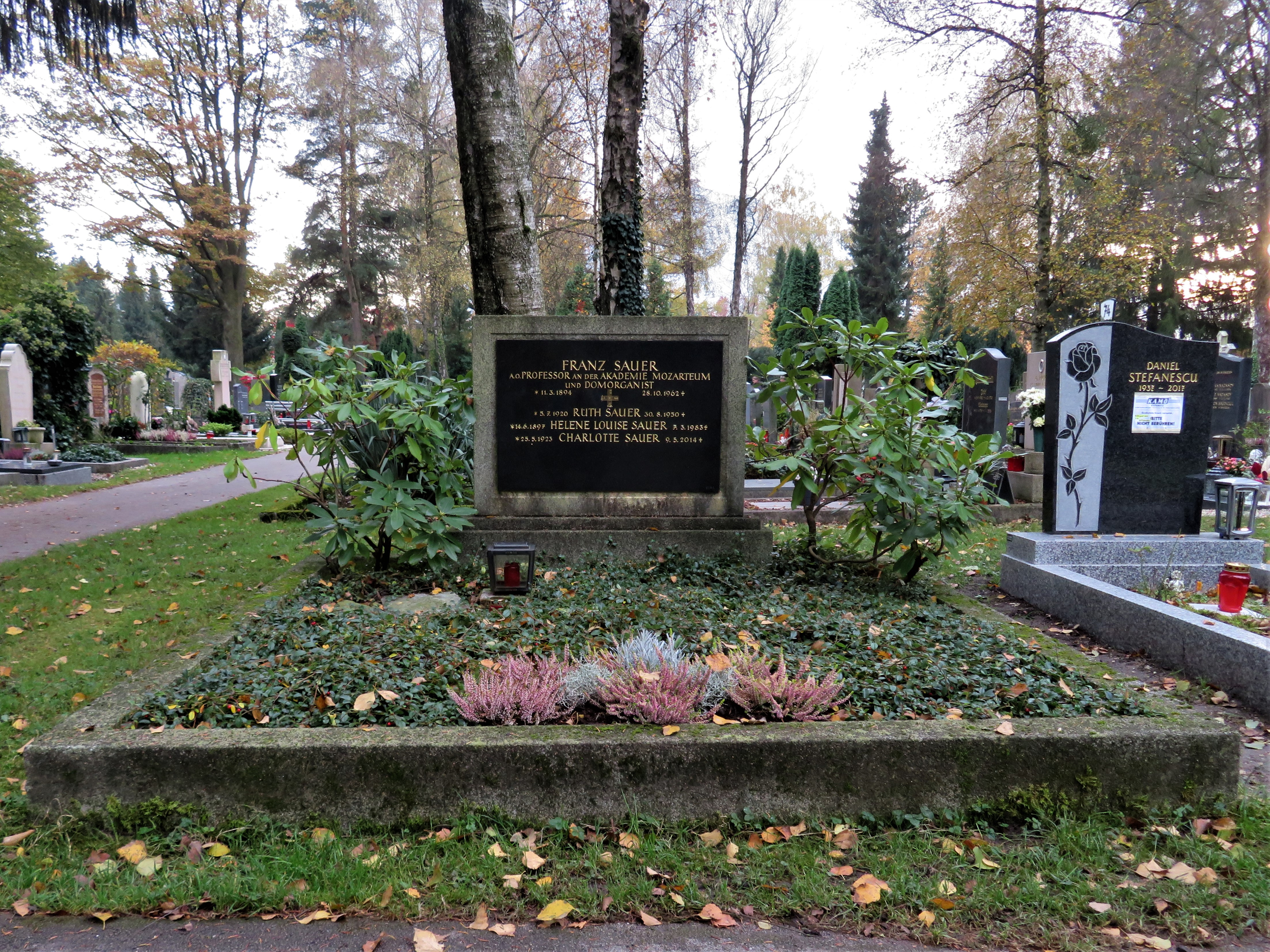
Grab der Familie Sauer auf dem Salzburger Kommunalfriedhof

1925 wurde Sauer ordentlicher Professor am Mozarteum, wo er die Fächer Orgel, Theorie (Harmonielehre) und Chorgesang unterrichtete. Zu seinen bekannten Schülern zählen neben anderen Herbert von Karajan, Leopold M. Kantner und Konstantin Mach. Nachdem die Nationalsozialisten kurz nach dem Anschluss Österreichs den langjährigen Direktor des Mozarteums, Bernhard Paumgartner, des Amtes enthoben hatten, setzten sie am 13. März 1938 Franz Sauer als Paumgartners interimistischen Nachfolger ein. Diese Position hatte Sauer bis zum 13. Juni 1939 inne. Am 14. Mai 1938 hatte er die Aufnahme in die NSDAP beantragt und war rückwirkend zum 1. Mai aufgenommen worden (Mitgliedsnummer 6.342.291). Außerdem war er in jener Zeit Landesleiter der Salzburger Reichsmusikkammer.
Ab 1920 fungierte Sauer fast zwei Jahrzehnte lang (bis 1939) zudem als Chorleiter des Salzburger Männergesangsvereins. Nach dessen Zusammenschluss mit dem traditionsreichen Konzertchor Salzburger Liedertafel war er vom 1. April 1939 bis zum 29. Mai 1946 sowie nochmals vom 15. Dezember 1948 bis zum 12. Juni 1952 auch Künstlerischer Leiter der Salzburger Liedertafel.
Als Organist unternahm Sauer selbst auch Konzerttourneen nach Deutschland und Italien.  
Franz Sauer starb am 28. Oktober 1962 im Alter von 68 Jahren in Salzburg und fand seine letzte Ruhestätte auf dem dortigen Kommunalfriedhof, wo sein Familiengrab erhalten ist. Sein Nachfolger im Amt des Domorganisten wurde Gerhard Zukriegel (1928–2015).

## Ehrungen
- Franz-Sauer-Straße in Salzburg-Liefering (1975)[5]
- Ehrenchormeister der Salzburger Liedertafel
- Große Silberne Mozartmedaille der Stadt Salzburg

## Schriften
- Handbuch der Orgelliteratur (1923)